# Децимация (обработка сигналов)
Децима́ция (от лат. decimatio, от decem — «десять») — уменьшение частоты дискретизации дискретного во времени сигнала путём прореживания его отсчётов.
Отсчёт — численное значение напряжения сигнала в определённый момент времени.
Термин децимация в обработке сигналов происходит от изначального значения этого слова. Однако имеется существенное различие: если в Древнем Риме при децимации каждого десятого казнили, то при децимации сигналов каждый N-й отсчёт, напротив, остаётся.
Прореживание отсчётов может осуществляться путём их выборочного удаления из исходного массива или на основе частичного суммирования (накопления со сбросом, фильтрации) в фиксированных временных интервалах — стробах (отсюда происходит другое название этой операции — дополнительное стробирование отсчётов АЦП).

## Децимация удалением отсчётов сигналов
При таком виде децимации из исходной последовательности отсчётов
a0, a1, a2, …
берётся каждый N-й отсчет (N — целое число):
a0, aN, a2N, … ; N > 1
остальные отсчёты отбрасываются. Преобразование спектра при децимации существенно зависит от спектра исходного сигнала:
- Если исходный сигнал не содержит частот, превышающих частоту Найквиста децимированного сигнала, то форма спектра полученного (децимированного) сигнала совпадает с низкочастотной частью спектра исходного сигнала. Частота дискретизации, соответствующая новой последовательности отсчётов, в N раз ниже, чем частота дискретизации исходного сигнала, и спектр полученного сигнала масштабирован по оси абсцисс относительно спектра исходного сигнала.
- Если исходный сигнал содержит частоты, превышающие частоту Найквиста децимированного сигнала, то при децимации будет иметь место алиасинг (наложение спектров).

Таким образом, для сохранения спектра необходимо до децимации удалить из исходного сигнала частоты, превышающие частоту Найквиста децимированного сигнала. Эта операция производится цифровыми фильтрами.

## Децимация на основе дополнительного стробирования отсчетов АЦП
Суть этого метода децимации сводится к тому, что по серии отсчётов АЦП формируется один суммарный отсчёт, жёстко привязанный к сетке импульсов такта АЦП.

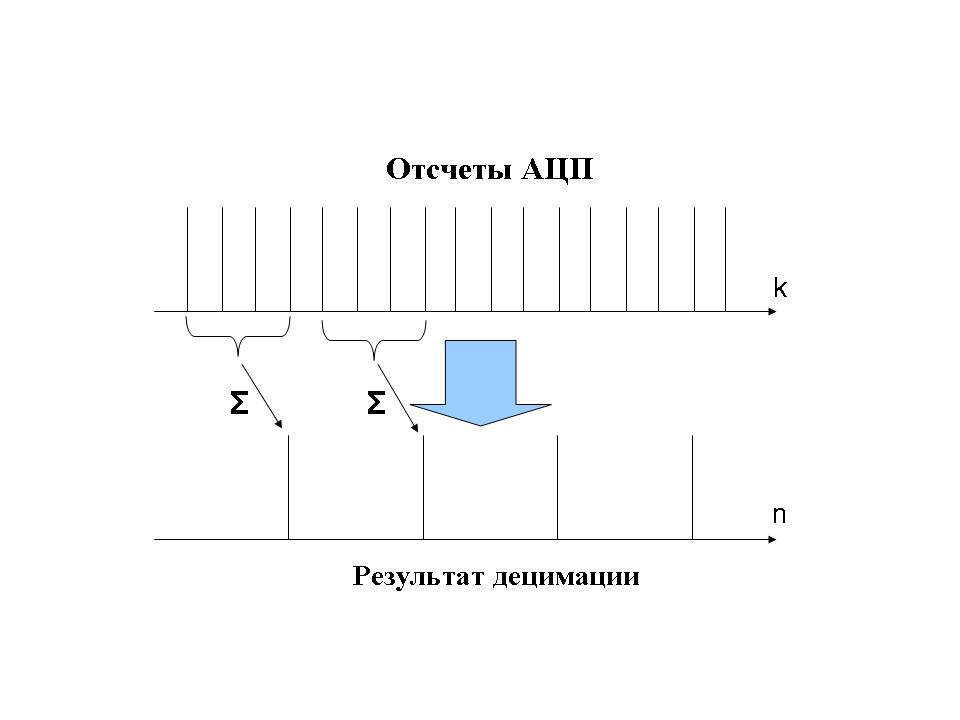
Процесс децимации видеосигналов

В случае децимации отсчётов напряжений видеосигнала при этом результат прореживания описывается выражением:
{\displaystyle y[n]=\sum _{k=0}^{M-1}x[nM+k]\,},
где x[•] — входные отсчеты напряжений сигнала до децимации, M — длительность строба.
Для гармонических сигналов
{\displaystyle y[n]=\sum _{k=0}^{M-1}x[nM+k]\ e^{-i2\pi fkT},n=0,1,..,N},
где T — период дискретизации АЦП (интервал между отсчётами).
Если {\displaystyle 2\pi fkT=k\pi /2}, то имеет место
{\displaystyle e^{-i2\pi fkT}=1,e^{-i\pi /2},e^{-i\pi },...}
и следовательно
{\displaystyle Re(y[n])=\sum _{k=0}^{M-1}(Re(x[nM+k])cos{k\pi /2}+Im(x[nM+k])sin{k\pi /2})\,},
{\displaystyle Im(y[n])=\sum _{k=0}^{M-1}(Im(x[nM+k])cos{k\pi /2}-Re(x[nM+k])sin{k\pi /2})\,}.
При {\displaystyle Im(x[nM+k])=0} получим
{\displaystyle Re(y[n])=x[nM]-x[nM+2]+x[nM+4]-...,},
{\displaystyle Im(y[n])=-x[nM+1]+x[nM+3]-x[nM+5]-...}.
Такая обработка позволяет осуществить прореживание отсчётов сигнала без энергетических потерь, декоррелировать сигналы за счёт перехода к их укрупнённому представлению, осуществить цифровую фильтрацию и формирование квадратурных составляющих напряжений сигналов (I/Q-демодуляция), реализовать сверхрэлеевское разрешение импульсных сигналов по времени прихода.
В случае, если аналоговый сегмент не позволяет достаточно эффективно обеспечить предварительную (anti-aliasing) фильтрацию, указанный метод децимации может быть модифицирован в виде:
{\displaystyle y[n]=\sum _{k=0}^{M-1}x[nM+k]h[k]\ e^{-i2\pi fkT},n=0,1,..,N},
где {\displaystyle h[k]} — вектор весовых множителей.
В качестве примера при {\displaystyle 2\pi fkT=k\pi /2} следует указать процедуру децимации с нечётной длительностью строба:
{\displaystyle Re(y[n])=-6[nM+1]+32x[nM+3]-52x[nM+5]+32x[nM+7]-6x[nM+9],}
{\displaystyle Im(y[n])=x[nM]-17x[nM+2]+46x[nM+4]-46x[nM+6]+17x[nM+8]-x[nM+10].}

## Децимация с использованием КИХ фильтров
Альтернативным вариантом дополнительного строобирования отсчётов АЦП является их низкочастотная фильтрация с использованием фильтров с конечной импульсной характеристикой (КИХ или FIR). При этом по массиву входных отсчётов также формируется только каждый M-й выходной отсчёт как взвешенная сумма напряжений исходных отсчётов с весами в виде дискретной импульсной характеристики КИХ -фильтра :
{\displaystyle y[n]=\sum _{k=0}^{K-1}x[nM-k]\cdot h[k],}
где h[•] — импульсная характеристика, K — её длительность; x[•] — входные отсчеты напряжений сигнала до децимации.

## Децимация с дробным коэффициентом прореживания отсчётов
Данный вид децимации необходим, например, в тех случаях, когда частота дискретизации сигналов некогерентна с частотой обрабатываемого радиосигнала.
В этом случае для децимации с коэффициентом M/L, где M, L ∈ ℤ; M > L, сначала необходимо провести интерполяцию отсчётов c помощью интерполирующего фильтра порядка L, а затем выполнить их прореживание с коэффициентом M, например, с помощью описанной процедуры дополнительного стробирования отсчетов АЦП. Как правило, обе операции совмещают в одном фильтре.
Возможна также децимация с иррациональными коэффициентами пересчёта.